# Lijst van rijksmonumenten in Deventer (gemeente)
De gemeente Deventer telt 580 inschrijvingen in het rijksmonumentenregister. Hieronder een overzicht.

## Averlo en Frieswijk
De buurt Averlo en Frieswijk telt 1 inschrijving in het rijksmonumentenregister.
| Object | Oorspronkelijke functie? | Bouwjaar | Architect | Locatie            | Coördinaten?                  | Nr.? | Afbeelding |
| --- | ------------------------ | -------- | --------- | ------------------ | ----------------------------- | ---- | --- |
| "De Tempel," boerderij met dwars woonhuis onder een met riet gedekt schilddak. Schuifvensters met strekken en roedenverdeling en met luiken behangen. Rechts opkamer. Zolderluiken. Pomp | Boerderij                |          |           | Kanaaldijk West 31 | 52° 17' 41" NB, 6° 14' 20" OL | 8353 | "De Tempel," boerderij met dwars woonhuis onder een met riet gedekt schilddak. Schuifvensters met strekken en roedenverdeling en met luiken behangen. Rechts opkamer. Zolderluiken. Pomp |

## Bathmen
De plaats Bathmen telt 3 inschrijvingen in het rijksmonumentenregister.
| Object | Oorspronkelijke functie?  | Bouwjaar                    | Architect      | Locatie     | Coördinaten?                  | Nr.?   | Afbeelding        |
| --- | ------------------------- | --------------------------- | -------------- | ----------- | ----------------------------- | ------ | ----------------- |
| Dorther Molen                                                                                              | Industrie- en poldermolen | 1798 (bouw) 1958 (verbrand) |                | Molenweg 6  | 52° 13' 54" NB, 6° 16' 32" OL | 527464 | Meer afbeeldingen |
| Nederlands Hervormde Kerk                                                                                  | Kerk en kerkonderdeel     | 15e eeuw                    |                | Kerkplein 3 | 52° 15' 2" NB, 6° 17' 9" OL   | 8726   | Meer afbeeldingen |
| Toren van de Hervormde Kerk : drie geledingen met zadeldak. Segmentboogvormige ingang in hoge spitsboognis | Kerk en kerkonderdeel     | 15e eeuw                    | J.A. Gerretsen | Kerkplein 5 | 52° 15' 2" NB, 6° 17' 8" OL   | 8727   | Meer afbeeldingen |

## Colmschate
De plaats Colmschate telt 6 inschrijvingen in het rijksmonumentenregister.
| Object | Oorspronkelijke functie?  | Bouwjaar | Architect | Locatie                    | Coördinaten?                  | Nr.?   | Afbeelding        |
| --- | ------------------------- | -------- | --------- | -------------------------- | ----------------------------- | ------ | ----------------- |
| Erve De Achterhoek: boerderijtje onder rieten schilddak met wolfeind aan voorzijde. Twintigruits schuifvenster met luiken behangen en rechts een smal raam met een luik behangen; voordeur met bovenlicht. Middenlangsdeel met underschoer | Boerderij                 |          |           | Stationsweg 32             | 52° 15' 6" NB, 6° 13' 7" OL   | 12810  | Meer afbeeldingen |
| De Achterhoek: hoofdgebouw in een neoclassicistische bouwstijl | Kasteel, buitenplaats     | 1850     |           | Colmschaterstraatweg 9     | 52° 15' 11" NB, 6° 13' 6" OL  | 506107 | Meer afbeeldingen |
| De Achterhoek: historische tuin- en parkaanleg | Bijgebouwen kastelen enz. | ca. 1830 |           | Colmschaterstraatweg bij 9 | 52° 15' 12" NB, 6° 13' 11" OL | 506116 | Meer afbeeldingen |
| De Achterhoek: koetshuis | Bijgebouwen kastelen enz. |          |           | Colmschaterstraatweg bij 9 | 52° 15' 10" NB, 6° 13' 9" OL  | 508139 | Meer afbeeldingen |
| De Bannink: landhuis | Kasteel, buitenplaats     | 1896     |           | Banninkslaan 4             | 52° 14' 52" NB, 6° 15' 2" OL  | 510736 | Meer afbeeldingen |
| De Bannink: koetshuis/dienstwoning | Bijgebouwen kastelen enz. | 1896     |           | Banninkslaan 1             | 52° 14' 50" NB, 6° 14' 59" OL | 510737 | Meer afbeeldingen |

## Deventer
De plaats Deventer telt 540 inschrijvingen in het rijksmonumentenregister. Zie Lijst van rijksmonumenten in Deventer (plaats) voor een overzicht.

## Diepenveen
De plaats Diepenveen telt 27 inschrijvingen in het rijksmonumentenregister. Zie Lijst van rijksmonumenten in Diepenveen voor een overzicht.

## Lettele
De plaats Lettele telt 3 inschrijvingen in het rijksmonumentenregister.
| Object | Oorspronkelijke functie? | Bouwjaar | Architect | Locatie           | Coördinaten?                  | Nr.?   | Afbeelding |
| --- | ------------------------ | -------- | --------- | ----------------- | ----------------------------- | ------ | --- |
| "Elmerink": boerderijtje onder gedeeltelijk met riet gedekt wolfdak. In de voorgevel datering in jaarankers 1774. Varkensstal van hout en baksteen onder een gedeeltelijk met riet gedekt wolfdak. Bakkeet onder pannen zadeldak. Pomp. | Boerderij                | 1774     |           | Holterweg 113     | 52° 15' 25" NB, 6° 15' 37" OL | 12887  | Meer afbeeldingen |
| Boerderij De Riete-Rietman met dwars geplaatst woonhuis opgetrokken in rode machinale baksteen onder rietgedekt schilddak, het bedrijfsgedeelte onder rietgedekt wolfsdak met uilenbord                                                 | Boerderij                | 1749     |           | Spanjaardsdijk 92 | 52° 17' 25" NB, 6° 15' 4" OL  | 508962 | Boerderij De Riete-Rietman met dwars geplaatst woonhuis opgetrokken in rode machinale baksteen onder rietgedekt schilddak, het bedrijfsgedeelte onder rietgedekt wolfsdak met uilenbord |
| Schuur De Riete-Rietman, opgetrokken in rode machinale baksteen onder een deels met riet, deels met rode Hollandse pannen gedekt wolfsdak                                                                                               | Boerderij                | 1876     |           | Spanjaardsdijk 92 | 52° 17' 25" NB, 6° 15' 4" OL  | 508963 | Meer afbeeldingen |

## Okkenbroek
De plaats Okkenbroek telt 2 inschrijvingen in het rijksmonumentenregister.
| Object                                                           | Oorspronkelijke functie? | Bouwjaar | Architect    | Locatie     | Coördinaten?                  | Nr.?   | Afbeelding        |
| ---------------------------------------------------------------- | ------------------------ | -------- | ------------ | ----------- | ----------------------------- | ------ | ----------------- |
| Nederlands Hervormde Kerk                                        | Kerk en kerkonderdeel    | 1904     | H. van Harte | Oerdijk 226 | 52° 17' 55" NB, 6° 19' 20" OL | 508974 | Meer afbeeldingen |
| De Grote Brander, boerderij met karnhuis, boerenbedrijf tot 2001 | Boerderij                | 1675     |              | Oerdijk 192 | 52° 17' 14" NB, 6° 18' 20" OL | 7448   | Meer afbeeldingen |

## Oude Molen
De plaats Oude Molen telt 1 inschrijving in het rijksmonumentenregister.
| Object                  | Oorspronkelijke functie?  | Bouwjaar | Architect | Locatie         | Coördinaten?                  | Nr.? | Afbeelding        |
| ----------------------- | ------------------------- | -------- | --------- | --------------- | ----------------------------- | ---- | ----------------- |
| Windkorenmolen De Leeuw | Industrie- en poldermolen | 1856     |           | Oude Molenweg 3 | 52° 15' 36" NB, 6° 17' 15" OL | 7449 | Meer afbeeldingen |

## Oxe
De buurtschap Oxe telt 1 inschrijving in het rijksmonumentenregister.
| Object | Oorspronkelijke functie? | Bouwjaar | Architect | Locatie      | Coördinaten?                 | Nr.?  | Afbeelding        |
| --- | ------------------------ | -------- | --------- | ------------ | ---------------------------- | ----- | ----------------- |
| "Schooneveld": boerderij met dwars woonhuis onder pannen schilddak. De vensters voorzien van strekken, roedenverdeling en met luiken behangen. Tussen huis en stal een rond, met riet gedekt voormalig karnhuis. Stal onder met pannen gedekt zadeldak. | Boerderij                |          |           | Oxersteeg 12 | 52° 14' 5" NB, 6° 14' 24" OL | 12732 | Meer afbeeldingen |

## Schalkhaar
De plaats Schalkhaar telt 1 inschrijving in het rijksmonumentenregister.
| Object                                                                                   | Oorspronkelijke functie? | Bouwjaar | Architect  | Locatie           | Coördinaten?                 | Nr.?   | Afbeelding                                                                               |
| ---------------------------------------------------------------------------------------- | ------------------------ | -------- | ---------- | ----------------- | ---------------------------- | ------ | ---------------------------------------------------------------------------------------- |
| Poortgebouw van kazerne-complex (Westenberg Kazerne), vormgegeven in een zakelijke stijl | Militair verblijfsgebouw | 1939     | A.G. Boost | Spanjaardsdijk 47 | 52° 16' 28" NB, 6° 12' 2" OL | 508977 | Poortgebouw van kazerne-complex (Westenberg Kazerne), vormgegeven in een zakelijke stijl |

Almelo ·
Borne ·
Dalfsen ·
Deventer ·
Dinkelland ·
Enschede ·
Haaksbergen ·
Hardenberg ·
Hellendoorn ·
Hengelo ·
Hof van Twente ·
Kampen ·
Losser ·
Oldenzaal ·
Olst-Wijhe ·
Ommen ·
Raalte ·
Rijssen-Holten ·
Staphorst ·
Steenwijkerland ·
Tubbergen ·
Twenterand ·
Wierden ·
Zwartewaterland ·
Zwolle